# Élections législatives de 2017 dans les Deux-Sèvres
Les élections législatives françaises de 2017 se dérouleront les 11 et 18 juin 2017. Dans le département des Deux-Sèvres, trois députés sont à élire dans le cadre de trois circonscriptions.

## Élus
| Circonscription                                 | Député sortant      | Parti | Parti | Député élu ou réélu | Parti | Parti |
| ----------------------------------------------- | ------------------- | ----- | ----- | ------------------- | ----- | ----- |
| 1re                                             | Geneviève Gaillard* |       | PS    | Guillaume Chiche    |       | REM   |
| 2e                                              | Delphine Batho      |       | PS    | Delphine Batho      |       | PS    |
| 3e                                              | Jean Grellier*      |       | PS    | Jean-Marie Fiévet   |       | REM   |
| * député sortant ne se représentant pas en 2017 |                     |       |       |                     |       |       |

## Rappel des résultats départementaux des élections de 2012
| Parti          | Parti                               | Premier tour | Premier tour | Second tour | Second tour | Sièges |
| Parti          | Parti                               | Voix         | %            | Voix        | %           | Sièges |
| -------------- | ----------------------------------- | ------------ | ------------ | ----------- | ----------- | ------ |
|                | Parti socialiste                    | 75 638       | 48,01        | 54 855      | 57,00       | 3      |
|                | Europe Écologie Les Verts           | 5 735        | 3,64         |             |             | 0      |
|                | Majorité présidentielle             | 81 373       | 51,65        | 54 855      | 57,00       | 3      |
|                |                                     |              |              |             |             |        |
|                | Union pour un mouvement populaire   | 16 940       | 10,75        | 20 565      | 21,37       | 0      |
|                | Parti radical                       | 15 494       | 9,83         | 20 814      | 21,63       | 0      |
|                | Nouveau centre                      | 13 523       | 8,58         |             |             | 0      |
|                | Divers droite dont DLR et PCD       | 2 836        | 1,80         | 0           |             |        |
|                | Droite parlementaire                | 48 793       | 30,97        | 41 379      | 43,00       | 0      |
|                |                                     |              |              |             |             |        |
|                | Front national                      | 12 535       | 7,96         |             |             | 0      |
|                | Front de gauche                     | 8 763        | 5,56         | 0           |             |        |
|                | Mouvement démocrate                 | 3 891        | 2,47         | 0           |             |        |
|                | Extrême gauche dont LO et NPA       | 1 178        | 0,75         | 0           |             |        |
|                | Divers écologiste dont Cap21 et AÉI | 805          | 0,51         | 0           |             |        |
|                | Divers                              | 217          | 0,14         | 0           |             |        |
|                |                                     |              |              |             |             |        |
| Inscrits       | Inscrits                            | 270 772      | 100,00       | 173 542     | 100,00      | 3      |
| Abstentions    | Abstentions                         | 109 793      | 40,55        | 74 207      | 42,76       |        |
| Votants        | Votants                             | 160 979      | 59,45        | 99 335      | 57,24       |        |
| Blancs et nuls | Blancs et nuls                      | 3 424        | 2,13         | 3 101       | 3,12        |        |
| Exprimés       | Exprimés                            | 157 555      | 97,87        | 96 234      | 96,88       |        |

## Résultats

### Résultats à l'échelle du département
|                    |                                                                                                 |                           |                           |                          |                          |                          |  |  |  |  |
|                    |                                                                                                 | Premier tour 11 juin 2017 | Premier tour 11 juin 2017 | Second tour 18 juin 2017 | Second tour 18 juin 2017 | Second tour 18 juin 2017 |  |  |  |  |
|                    |                                                                                                 |                           |                           |                          |                          |                          |  |  |  |  |
|                    |                                                                                                 | Nombre                    | % des inscrits            | Nombre                   | % des inscrits           |                          |  |  |  |  |
| Inscrits           | Inscrits                                                                                        | 272 427                   | 100,00                    | 272 399                  | 100,00                   |                          |  |  |  |  |
| Abstentions        | Abstentions                                                                                     | 131 756                   | 48,36                     | 147 719                  | 54,23                    |                          |  |  |  |  |
| Votants            | Votants                                                                                         | 140 671                   | 51,64                     | 124 680                  | 45,77                    |                          |  |  |  |  |
|                    |                                                                                                 | Suffrages                 | % des votants             | Suffrages                | % des votants            |                          |  |  |  |  |
| Bulletins blancs   | Bulletins blancs                                                                                | 2 355                     | 1,67                      | 6 665                    | 5,35                     |                          |  |  |  |  |
| Bulletins nuls     | Bulletins nuls                                                                                  | 1 317                     | 0,94                      | 3 560                    | 2,85                     |                          |  |  |  |  |
| Suffrages exprimés | Suffrages exprimés                                                                              | 136 999                   | 97,39                     | 114 455                  | 91,80                    |                          |  |  |  |  |
|                    |                                                                                                 |                           |                           |                          |                          |                          |  |  |  |  |
| Parti              | Parti                                                                                           | Voix                      | % des exprimés            | Voix                     | % des exprimés           | Sièges                   |  |  |  |  |
|                    |                                                                                                 |                           |                           |                          |                          |                          |  |  |  |  |
|                    | La République en marche                                                                         | 50 917                    | 37,17                     | 61 198                   | 53,47                    | 2                        |  |  |  |  |
|                    | Parti socialiste                                                                                | 23 786                    | 17,36                     | 24 970                   | 21,82                    | 1                        |  |  |  |  |
|                    | La France insoumise                                                                             | 16 658                    | 12,16                     | 14 987                   | 13,09                    | 0                        |  |  |  |  |
|                    | Les Républicains                                                                                | 14 323                    | 10,45                     | 13 300                   | 11,62                    | 0                        |  |  |  |  |
|                    | Front national                                                                                  | 13 208                    | 9,64                      |                          |                          |                          |  |  |  |  |
|                    | Union des démocrates et indépendants                                                            | 5 140                     | 3,75                      |                          |                          |                          |  |  |  |  |
|                    | Divers droite (Les Républicains diss.)                                                          | 3 279                     | 2,39                      |                          |                          |                          |  |  |  |  |
|                    | Europe Écologie Les Verts                                                                       | 2 722                     | 1,99                      |                          |                          |                          |  |  |  |  |
|                    | Divers gauche (Collectif Champ Libre : Europe Écologie Les Verts - Nouvelle Donne - La Cantine) | 2 167                     | 1,58                      |                          |                          |                          |  |  |  |  |
|                    | Debout la France                                                                                | 1 565                     | 1,14                      |                          |                          |                          |  |  |  |  |
|                    | Union populaire républicaine                                                                    | 1 103                     | 0,80                      |                          |                          |                          |  |  |  |  |
|                    | Lutte ouvrière                                                                                  | 1 042                     | 0,76                      |                          |                          |                          |  |  |  |  |
|                    | Souveraineté, identité et libertés                                                              | 851                       | 0,62                      |                          |                          |                          |  |  |  |  |
|                    | Parti du vote blanc                                                                             | 238                       | 0,17                      |                          |                          |                          |  |  |  |  |

### Résultats par circonscription

#### Première circonscription
Député sortant : Geneviève Gaillard (Parti socialiste).
|                                                                              |                                                                                        |                           |                           |                          |                          |
|                                                                              |                                                                                        | Premier tour 11 juin 2017 | Premier tour 11 juin 2017 | Second tour 18 juin 2017 | Second tour 18 juin 2017 |
|                                                                              |                                                                                        |                           |                           |                          |                          |
|                                                                              |                                                                                        | Nombre                    | % des inscrits            | Nombre                   | % des inscrits           |
| Inscrits                                                                     | Inscrits                                                                               | 90 241                    | 100,00                    | 90 237                   | 100,00                   |
| Abstentions                                                                  | Abstentions                                                                            | 44 002                    | 48,76                     | 49 348                   | 54,69                    |
| Votants                                                                      | Votants                                                                                | 46 239                    | 51,24                     | 40 889                   | 45,31                    |
|                                                                              |                                                                                        | Suffrages                 | % des votants             | Suffrages                | % des votants            |
| Bulletins blancs                                                             | Bulletins blancs                                                                       | 688                       | 1,49                      | 2 005                    | 4,90                     |
| Bulletins nuls                                                               | Bulletins nuls                                                                         | 341                       | 0,74                      | 1 019                    | 2,49                     |
| Suffrages exprimés                                                           | Suffrages exprimés                                                                     | 45 210                    | 97,77                     | 37 865                   | 92,60                    |
|                                                                              |                                                                                        |                           |                           |                          |                          |
| Candidat Étiquette politique (partis et alliances)                           | Candidat Étiquette politique (partis et alliances)                                     | Voix                      | % des exprimés            | Voix                     | % des exprimés           |
|                                                                              |                                                                                        |                           |                           |                          |                          |
|                                                                              | Guillaume Chiche La République en marche                                               | 18 350                    | 40,59                     | 22 878                   | 60,42                    |
|                                                                              | Nathalie Seguin La France insoumise                                                    | 7 164                     | 15,85                     | 14 987                   | 39,58                    |
|                                                                              | Marc Thébault Union des démocrates et indépendants (Les Républicains)                  | 5 140                     | 11,37                     |                          |                          |
|                                                                              | Élodie Truong Parti socialiste                                                         | 3 952                     | 8,74                      |                          |                          |
|                                                                              | Coralie Dénoues Divers droite (Les Républicains diss.)                                 | 3 279                     | 7,25                      |                          |                          |
|                                                                              | Martine Gendry Front national                                                          | 3 106                     | 6,87                      |                          |                          |
|                                                                              | Alain Piveteau Divers gauche (Champ libre: Europe Écologie Les Verts - Nouvelle Donne) | 2 167                     | 4,79                      |                          |                          |
|                                                                              | Cédric Charlier Debout la France                                                       | 720                       | 1,59                      |                          |                          |
|                                                                              | Cyril Giraud Extrême droite (Souveraineté, identité et libertés)                       | 463                       | 1,02                      |                          |                          |
|                                                                              | Maryse Vallée Lutte ouvrière                                                           | 351                       | 0,78                      |                          |                          |
|                                                                              | Joseph Abi-Nader Divers (Union populaire républicaine)                                 | 280                       | 0,62                      |                          |                          |
|                                                                              | Tristan Pélissier Divers (Parti du vote blanc)                                         | 238                       | 0,53                      |                          |                          |
| Source : Ministère de l'Intérieur - Première circonscription des Deux-Sèvres |                                                                                        |                           |                           |                          |                          |

#### Deuxième circonscription
Député sortant : Delphine Batho (Parti socialiste).
|                                                                              |                                                                         |                           |                           |                          |                          |
|                                                                              |                                                                         | Premier tour 11 juin 2017 | Premier tour 11 juin 2017 | Second tour 18 juin 2017 | Second tour 18 juin 2017 |
|                                                                              |                                                                         |                           |                           |                          |                          |
|                                                                              |                                                                         | Nombre                    | % des inscrits            | Nombre                   | % des inscrits           |
| Inscrits                                                                     | Inscrits                                                                | 97 396                    | 100,00                    | 97 375                   | 100,00                   |
| Abstentions                                                                  | Abstentions                                                             | 46 023                    | 47,25                     | 50 299                   | 51,65                    |
| Votants                                                                      | Votants                                                                 | 51 373                    | 52,75                     | 47 076                   | 48,35                    |
|                                                                              |                                                                         | Suffrages                 | % des votants             | Suffrages                | % des votants            |
| Bulletins blancs                                                             | Bulletins blancs                                                        | 791                       | 1,54                      | 2 041                    | 4,34                     |
| Bulletins nuls                                                               | Bulletins nuls                                                          | 338                       | 0,66                      | 1 179                    | 2,50                     |
| Suffrages exprimés                                                           | Suffrages exprimés                                                      | 50 244                    | 97,80                     | 43 856                   | 93,16                    |
|                                                                              |                                                                         |                           |                           |                          |                          |
| Candidat Étiquette politique (partis et alliances)                           | Candidat Étiquette politique (partis et alliances)                      | Voix                      | % des exprimés            | Voix                     | % des exprimés           |
|                                                                              |                                                                         |                           |                           |                          |                          |
|                                                                              | Christine Heintz La République en marche                                | 15 875                    | 31,60                     | 18 886                   | 43,06                    |
|                                                                              | Delphine Batho (députée sortante) Parti socialiste                      | 14 970                    | 29,79                     | 24 970                   | 56,94                    |
|                                                                              | Séverine Vachon Les Républicains (Union des démocrates et indépendants) | 6 395                     | 12,73                     |                          |                          |
|                                                                              | Jean-Romée Charbonneau Front national                                   | 5 577                     | 11,10                     |                          |                          |
|                                                                              | Yannick Maillou La France insoumise                                     | 5 319                     | 10,59                     |                          |                          |
|                                                                              | Laurence Réau Europe Écologie Les Verts                                 | 1 284                     | 2,56                      |                          |                          |
|                                                                              | Sylvie Clément Divers (Union populaire républicaine)                    | 444                       | 0,88                      |                          |                          |
|                                                                              | Nicole Poupinot Lutte ouvrière                                          | 380                       | 0,76                      |                          |                          |
| Source : Ministère de l'Intérieur - Deuxième circonscription des Deux-Sèvres |                                                                         |                           |                           |                          |                          |

#### Troisième circonscription
Député sortant : Jean Grellier (Parti socialiste).
|                                                                               |                                                                                   |                           |                           |                          |                          |
|                                                                               |                                                                                   | Premier tour 11 juin 2017 | Premier tour 11 juin 2017 | Second tour 18 juin 2017 | Second tour 18 juin 2017 |
|                                                                               |                                                                                   |                           |                           |                          |                          |
|                                                                               |                                                                                   | Nombre                    | % des inscrits            | Nombre                   | % des inscrits           |
| Inscrits                                                                      | Inscrits                                                                          | 84 790                    | 100,00                    | 84 787                   | 100,00                   |
| Abstentions                                                                   | Abstentions                                                                       | 41 947                    | 49,47                     | 48 072                   | 56,70                    |
| Votants                                                                       | Votants                                                                           | 42 843                    | 50,53                     | 36 715                   | 43,30                    |
|                                                                               |                                                                                   | Suffrages                 | % des votants             | Suffrages                | % des votants            |
| Bulletins blancs                                                              | Bulletins blancs                                                                  | 895                       | 2,09                      | 2 619                    | 7,13                     |
| Bulletins nuls                                                                | Bulletins nuls                                                                    | 403                       | 0,94                      | 1 362                    | 3,71                     |
| Suffrages exprimés                                                            | Suffrages exprimés                                                                | 41 545                    | 96,97                     | 32 734                   | 89,16                    |
|                                                                               |                                                                                   |                           |                           |                          |                          |
| Candidat Étiquette politique (partis et alliances)                            | Candidat Étiquette politique (partis et alliances)                                | Voix                      | % des exprimés            | Voix                     | % des exprimés           |
|                                                                               |                                                                                   |                           |                           |                          |                          |
|                                                                               | Jean-Marie Fiévet La République en marche                                         | 16 692                    | 40,18                     | 19 434                   | 59,37                    |
|                                                                               | Véronique Schaaf-Gauthier Les Républicains (Union des démocrates et indépendants) | 7 928                     | 19,08                     | 13 300                   | 40,63                    |
|                                                                               | Marc Bonneau Parti socialiste                                                     | 4 864                     | 11,71                     |                          |                          |
|                                                                               | Lucie Chaumeron Front national                                                    | 4 525                     | 10,89                     |                          |                          |
|                                                                               | Philippe Cochard La France insoumise                                              | 4 175                     | 10,05                     |                          |                          |
|                                                                               | Armelle Boivin Europe Écologie Les Verts                                          | 1 438                     | 3,46                      |                          |                          |
|                                                                               | Marie Poujade Debout la France                                                    | 845                       | 2,03                      |                          |                          |
|                                                                               | David Robin Extrême droite (Souveraineté, identité et libertés)                   | 388                       | 0,93                      |                          |                          |
|                                                                               | Valérie Mormiche Divers (Union populaire républicaine)                            | 379                       | 0,91                      |                          |                          |
|                                                                               | Ludvic Szotowski Lutte ouvrière                                                   | 311                       | 0,75                      |                          |                          |
| Source : Ministère de l'Intérieur - Troisième circonscription des Deux-Sèvres |                                                                                   |                           |                           |                          |                          |